# Пендл
Пендл (англ. Pendle) — район (англ. non-metropolitan district) в церемониальном неметрополитенском графстве Ланкашир, административный центр — город Нельсон.
Район расположен в восточной части графства Ланкашир, на востоке граничит с графством Норт-Йоркшир, на юго-востоке — с графством Уэст-Йоркшир.

## Состав
В состав района входят 19 общин (англ. Parish):
| - Барли-уит-Уитли - Барроуфорд - Блако - Олд-Лонд-Бут - Голдшо-Бут - Ридли-Халлоус - Рафли-Бут - Хайем-уит-Уэст-Клоз-Бут - Троден-Форест - Нельсон | - Брайерфилд - Колн - Фоулридж - Лейншо-Бридж - Барнолдсуик - Брейсуэлл-энд-Брогден - Ирби - Келбрук-энд-Саф - Солтерфорт |